# Casperia (geslacht)
Casperia is een geslacht van vlinders van de familie spinneruilen (Erebidae), uit de onderfamilie Hypeninae.

## Soorten
- C. erebipennis Walker, 1867